# Apéro (Anlass)

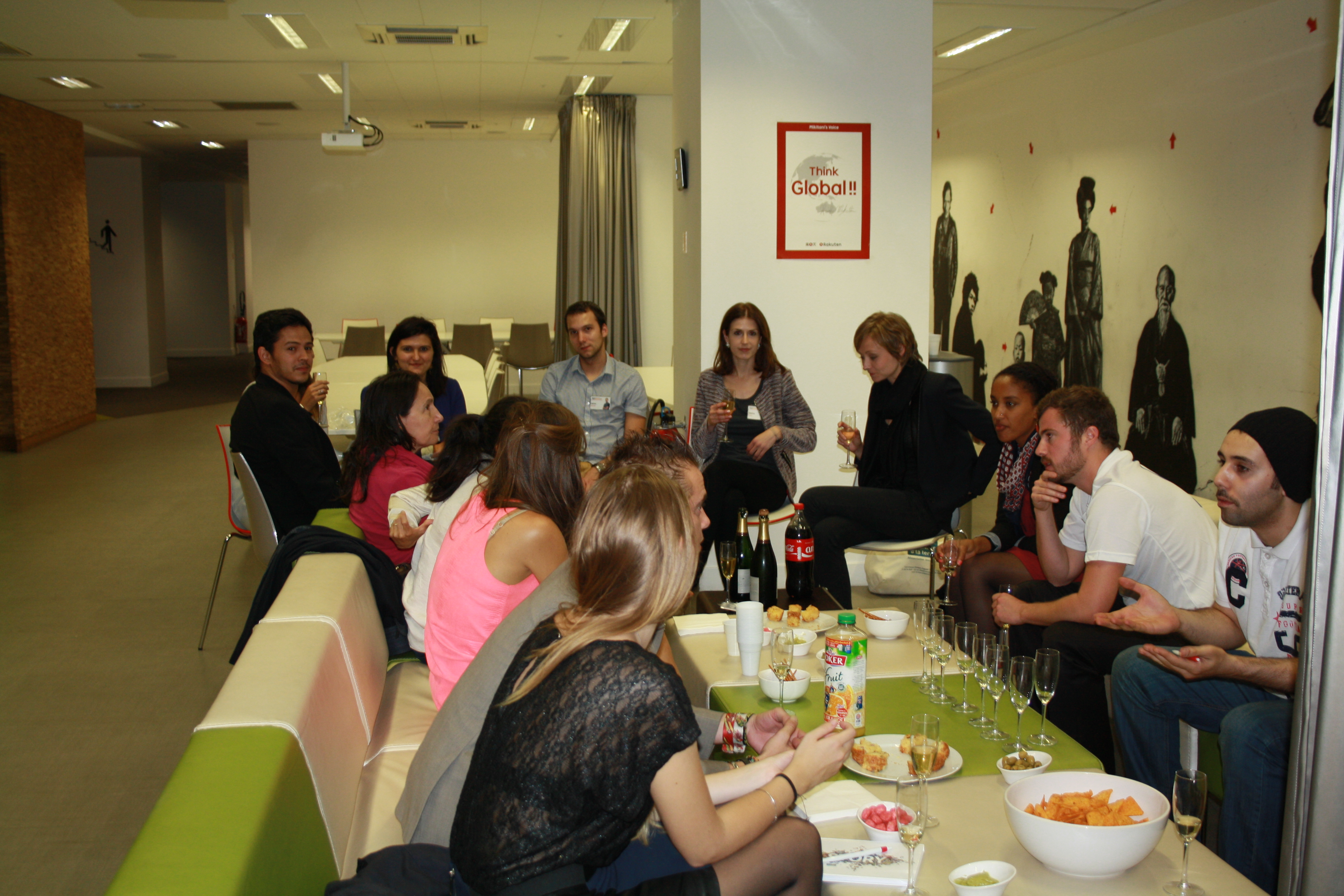
Apéro am Arbeitsplatz

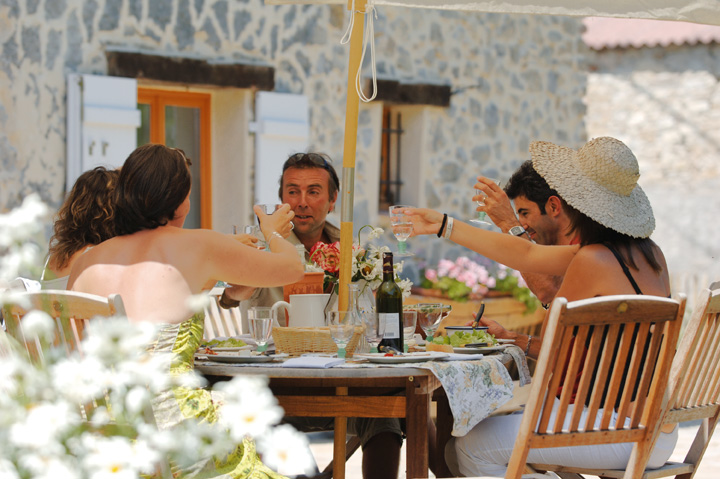
Apéro in privatem Rahmen

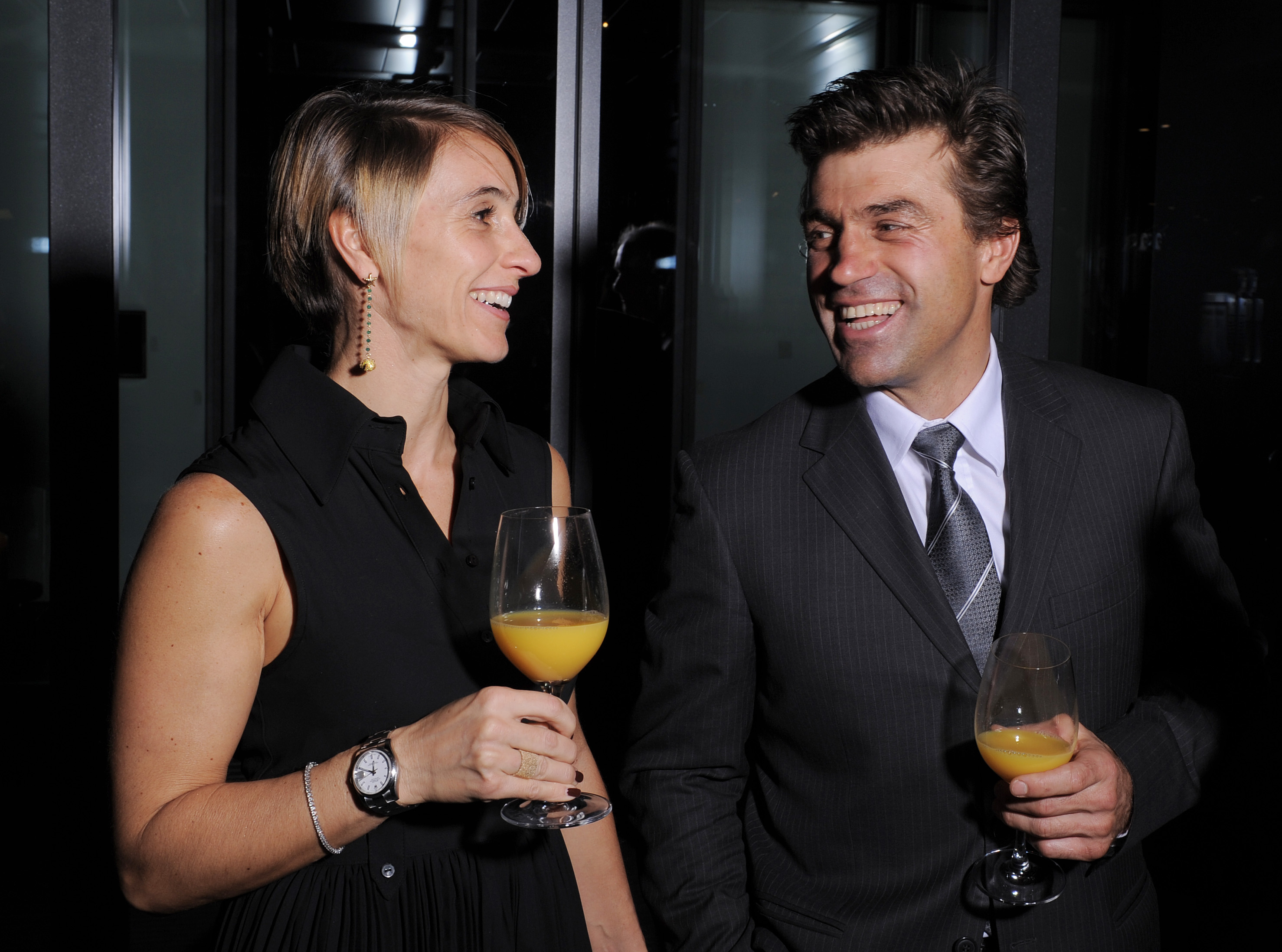
Kristian Ghedina an der Internationalen Sportnacht Davos 2012

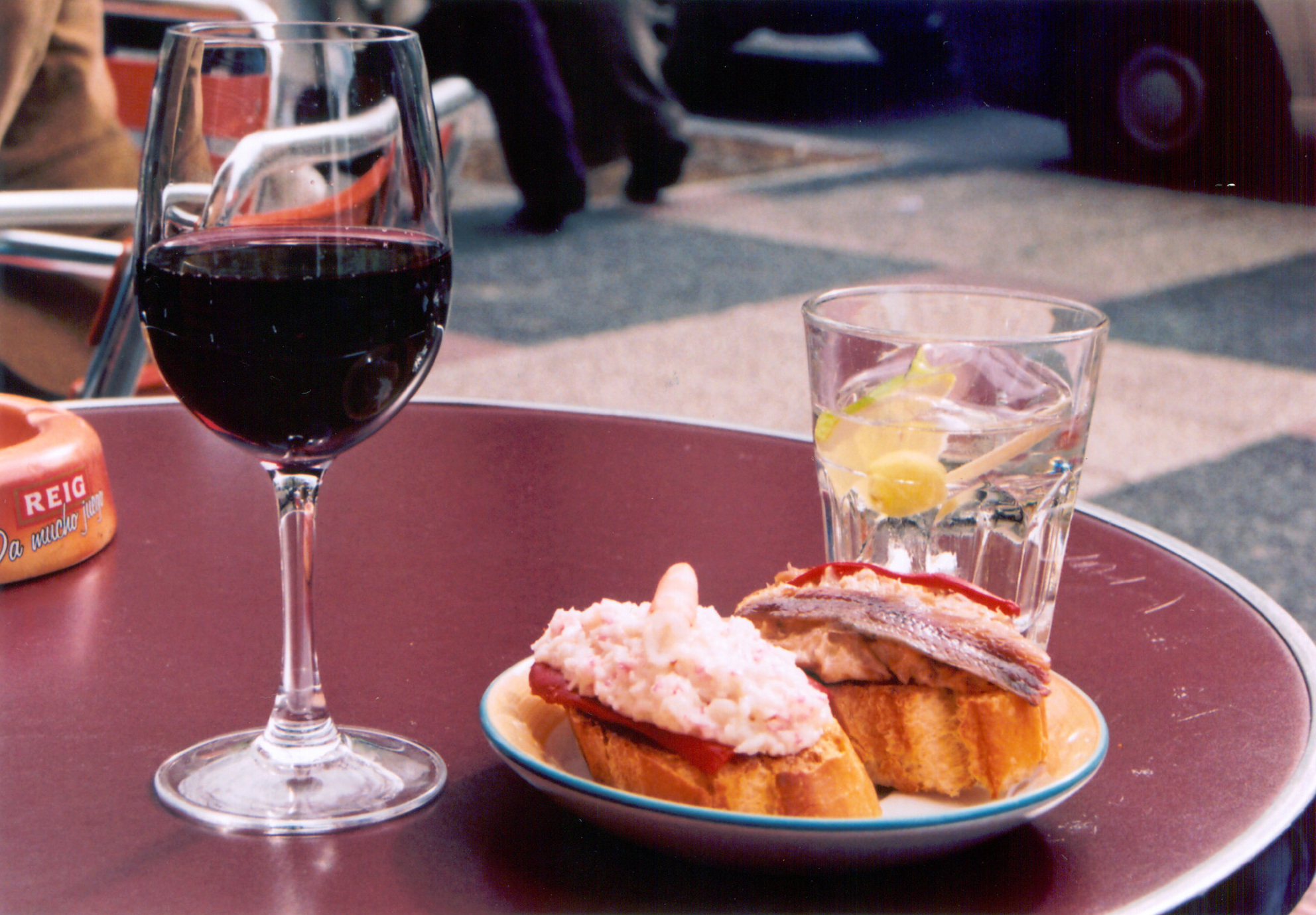
Apéro-Getränke und -Snacks

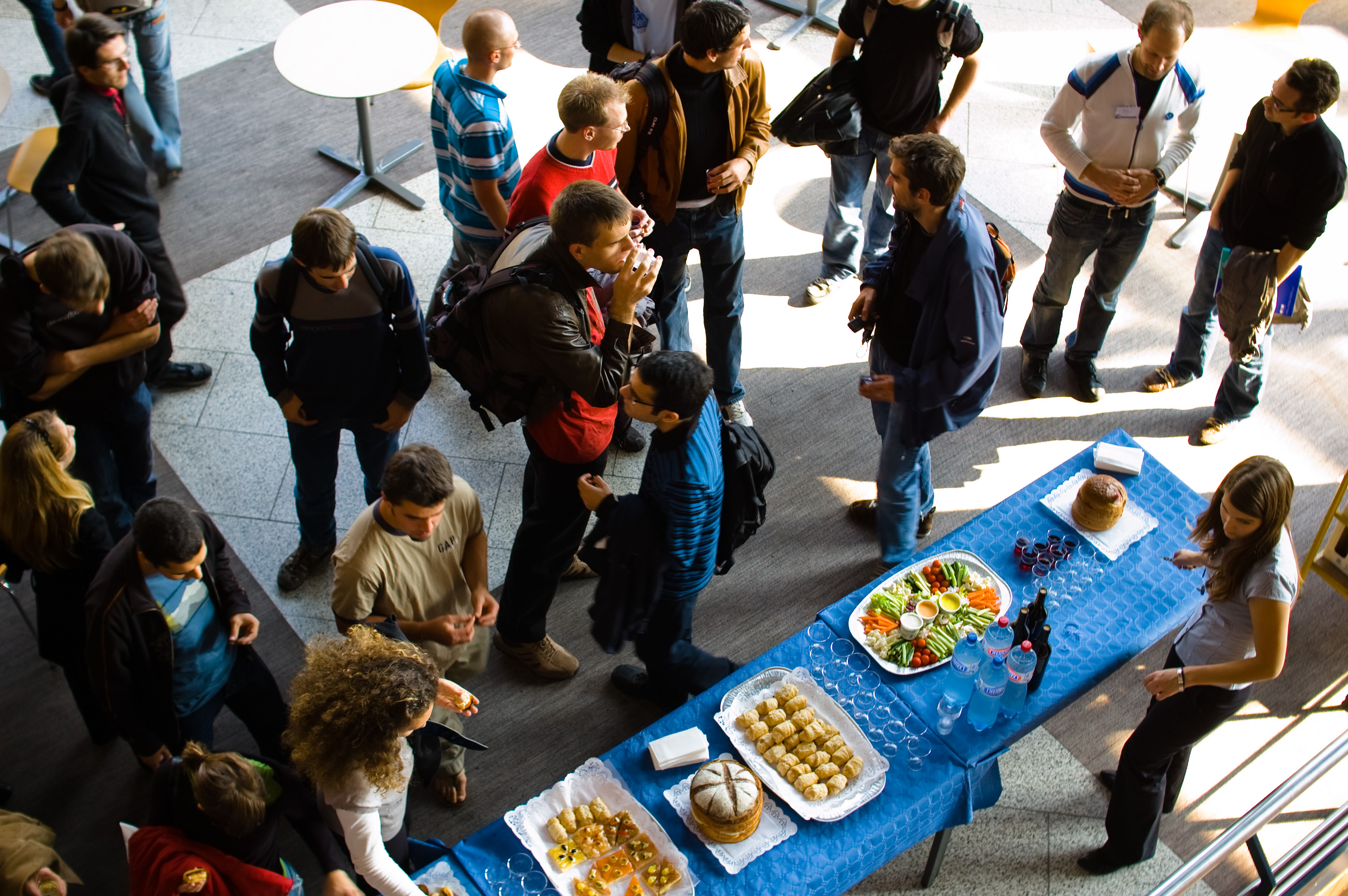
Apéro an der École polytechnique fédérale de Lausanne (2008)

Ein Apéro ist ein gesellschaftlicher Brauch in Frankreich, der Schweiz und Luxemburg sowie teils auch im südbadischen Raum, der Genuss und Geselligkeit verbindet. Der Apéro kann zu Beginn oder am Ende von Veranstaltungen, respektive Feierlichkeiten wie z. B. Eröffnungen, stattfinden oder vor dem Essen. Beim Apéro geht es vor allem um den Austausch mit Freunden, Kollegen oder Verwandten.
Am ehesten kann ein Apéro mit der britischen Wine and Cheese Party, einer Cocktailparty oder einem Get-together bei Getränk und Fingerfood verglichen werden. Einem Apéro sehr ähnlich ist der im schwäbischen Raum verbreitete Ständerling.

## Anlässe und Bedeutung
Der Apéro ist fester Bestandteil der Alltagskultur. Ähnlich den Tapas in Spanien, den Mezedes in Griechenland oder dem Aperitivo Milanese in Italien zählt der Apéro allgemein nicht als Vorspeise oder Hauptgericht. Er kann die Zeit zum eigentlichen Essen überbrücken oder als eigenständige kleine Mahlzeit dienen.
Ein Apéro wird zu vielen unterschiedlichen Anlässen veranstaltet: Geburtstage und Hochzeiten oder andere Familienfeiern sind häufig Anlässe für einen Apéro im privaten Kreis. Auch in der Geschäftswelt spielt der Apéro eine gesellschaftliche Rolle und wird als Gelegenheit zur Netzwerkpflege oder zum Austausch nach Feierabend genutzt. Beim Antritt einer neuen Arbeitsstelle ist es oft zum Beispiel üblich, einen Begrüssungsapéro für die Arbeitskollegen auszurichten. Eröffnungen, Vorträge, Konferenzen etc. werden oftmals von einem Apéro begleitet oder mit einem Apéro abgeschlossen. Die Schweizerische Nationalbank (SNB) lädt beispielsweise regelmässig zum Geldmarkt-Apéro in Zürich ein, bei dem nach Referaten von Spitzenleuten der Bank der gesellige Teil als Apéro folgt. In Genf nennt die SNB den Anlass Apéritif «Marché monétaire».
Daniel Müller-Jentsch, ein Mitarbeiter der wirtschaftsnahen Denkfabrik Avenir Suisse, umschrieb die Bedeutung der Apéros in der Schweiz so: «Ein wichtiges Instrument der Netzwerkbildung, das besonders Ausländer immer wieder fasziniert, ist die Schweizer Apérokultur. Es gibt kaum eine Veranstaltung oder ein Geschäftstreffen, das nicht mit einem Apéro, ‹Apéro Riche›, ‹Apéro Prolongé› oder Nachtessen endet. (…) Somit trägt die entwickelte Apérokultur der Schweiz zur effizienten Netzwerkbildung bei. (…) Sowohl aus betriebswirtschaftlicher wie auch aus volkswirtschaftlicher Sicht ist also so mancher Apéro eine gute Investition.»
Die Apérokultur lebt vom Spannungsverhältnis zwischen professioneller und persönlicher Interaktion. Der Apéro dient meist als geselliger Abschluss professioneller Zusammenkünfte wie Fachtagungen, Verbandstreffen oder Geschäftsanlässen.
Nicola Forster, Präsident der Schweizerischen Gemeinnützigen Gesellschaft, meinte 2023, die Schweiz funktioniere nach dem Konzept «Management by Apéro.» Man könne die allermeisten Entscheidungsträger irgendwo auf einem Apéro treffen und mit ihnen ins Gespräch kommen. So gelinge es oft verhältnismässig unkompliziert, Kontakte anzubahnen.

## Zutaten in der Schweiz
Ein typischer Schweizer Apéro wird auf Servier- oder Apéroplatten angerichtet. Im Gegensatz zu einem Aperitif, unter dem man in Deutschland meist nur ein appetitanregendes Getränk versteht, wird beim Schweizer Apéro zum Getränk immer etwas zu essen serviert. Der Gast bedient sich dabei zumeist selbst. Hauptzutaten eines Schweizer Apéros sind typischerweise Nüssli (meist Erdnüsse), Chips, Salzgebäck, Trockenfleisch, Käse, Gemüse-Dips, Oliven, Brot oder Canapés.
Dem Anlass angemessen werden nichtalkoholische und alkoholische Getränke gereicht. Bevorzugt werden dabei Weisswein, Bier, Schaumweine sowie Orangensaft und Mineralwasser angeboten, seltener auch Rotwein.
Apéro riche bezeichnet in der Schweiz einen besonders reichhaltigen Apéro. Dieser kann eine eigenständige Mahlzeit ersetzen, da er meist die komplette Speisefolge von salzig bis süss umfasst.

## Apéro in Frankreich
In Frankreich kann ein Apéro bei jemandem zu Hause stattfinden oder auch in einem Café. Der Zeitpunkt kann vor dem Mittag- oder Abendessen sein, nach den Markteinkäufen oder nach getaner Arbeit.
Unterschieden wird manchmal zwischen kleinem apéro léger und umfangreicherem apéro dinatoire, dinatoire de fête oder apéro gourmand. Im Unterschied zu einer normalen Mahlzeit fehlt die traditionelle Reihenfolge von Vor-, Haupt- und Nachspeise.
Getrunken werden Wein, Kir, Champagner, Pastis, Whisky, Cognac mit Eis oder nichtalkoholische Getränke. Gereicht werden verschiedenste Speisen wie Oliven und Nüsse, in Südfrankreich Tapenade, Anchovispaste auf dünnen Baguettescheiben, Tartines, belegte Brötchen und Cracker, oder auch gerollte Crêpes und Spiesse.